# The Magic Whip
The Magic Whip  é o oitavo álbum de estúdio da banda britânica de rock Blur, lançado em 27 de abril de 2015. Foi o primeiro álbum inédito do grupo desde Think Tank (2003), marcando o maior intervalo entre dois álbuns de estúdio em sua carreira, e seu primeiro com o guitarrista Graham Coxon desde 13 (1999).
Com produção musical de Stephen Street, que havia trabalhado pela última vez com o quarteto em Blur (1997), The Magic Whip alcançou aclamação da crítica e público. Foi o sexto álbum consecutivo do grupo a alcançar o topo das paradas no Reino Unido e certificado com disco de ouro por mais de 100 mil cópias comercializadas.

## Faixas
Todas as faixas escritas e compostas por Damon Albarn, Graham Coxon, Alex James e Dave Rowntree. 
| N.º            | Título                     | Duração |  |
| 1.             | "Lonesome Street"          | 4:23    |  |
| 2.             | "New World Towers"         | 4:03    |  |
| 3.             | "Go Out"                   | 4:41    |  |
| 4.             | "Ice Cream Man"            | 3:25    |  |
| 5.             | "Thought I Was a Spaceman" | 6:16    |  |
| 6.             | "I Broadcast"              | 2:51    |  |
| 7.             | "My Terracotta Heart"      | 4:05    |  |
| 8.             | "There Are Too Many of Us" | 4:25    |  |
| 9.             | "Ghost Ship"               | 4:59    |  |
| 10.            | "Pyongyang"                | 5:47    |  |
| 11.            | "Ong Ong"                  | 3:08    |  |
| 12.            | "Mirrorball"               | 3:39    |  |
| Duração total: | Duração total:             | 51:42   |  |

| Faixa Bônus Japonesa |                |         |  |
| N.º                  | Título         | Duração |  |
| 13.                  | "Y'all Doomed" | 3:57    |  |
| Duração total:       | Duração total: | 55:39   |  |

## Integrantes
- Damon Albarn – vocal, teclados
- Graham Coxon – guitarra, backing vocal
- Alex James – baixo
- Dave Rowntree – bateria, percussão

## Certificações
| País              | Certificação | Vendas  |
| ----------------- | ------------ | ------- |
| Reino Unido (BPI) | Ouro         | 106.000 |